# Trichohammus granulosus
Trichohammus granulosus is een keversoort uit de familie boktorren (Cerambycidae). De wetenschappelijke naam van de soort is voor het eerst geldig gepubliceerd in 1938 door Breuning.